# David Wojnarowicz
David Wojnarowicz, född 14 september 1954 i Red Bank, New Jersey, USA, död 22 juli 1992, var en amerikansk målare, fotograf, författare och performancekonstnär.
Han avled i aids.